# Radio Disney (Panamá)
Radio Disney es una emisora radial panameña de frecuencia modulada ubicada y transmitiéndose en la Ciudad de Panamá. Pertenece a Central de Radios y está afiliada a la cadena Radio Disney Latinoamérica, siendo de aquella el décimo país donde se instaló la señal.
Radio Disney es una radio musical de éxitos en español e inglés que transmite las 24 horas del día con un elenco de locutores integrado por jóvenes estudiantes de locución. La programación está destinada a niños y adolescentes.
La emisora inicio transmitiendo en los 101.5 FM hasta el año 2016 debido a una reorganización de frecuencias esta cambia a 101.3.